# Abdurrahim Özüdoğru
Abdurrahim Özüdoğru (anhörenⓘ; geb. 21. Mai 1952 in Yenişehir; gest. 13. Juni 2001 in Nürnberg) war eines der Opfer der Mordserie der terroristischen Vereinigung „Nationalsozialistischer Untergrund“ (NSU).
Özüdoğru wanderte 1972 aus der Türkei nach Deutschland aus und arbeitete als Metallfacharbeiter. Zusätzlich baute er zusammen mit seiner Frau eine Änderungsschneiderei in Nürnberg auf. Özüdoğru hatte eine Tochter.
Am 13. Juni 2001 wurde er in seiner Schneiderei gegen 16.30 Uhr durch zwei Kopfschüsse aus einer Ceska 83 getötet. Nach dem Mord fotografierten die Täter ihr Opfer. Das Foto ist auch im Bekennerfilm des NSU zu sehen. Um 21.30 Uhr wurde Özüdoğrus Leiche von einem Passanten entdeckt.
Anstatt mögliche rechtsradikale Motive zu untersuchen, vermuteten Ermittler der Mordkommission Drogenkriminalität als Ursache des Mordes. Beamte untersuchten das Geschäft und Özüdoğrus Wohnung mit Drogenspürhunden, fanden jedoch keine Beweise. Nach der Durchsuchung berichtete ein Beamter in einem polizeilichen Vermerk von „für Wohnungen von Türken nicht unüblichem Nippes“, den er vorgefunden habe.
Seit 2021 findet sich zu Ehren Abdurrahim Özüdoğru eine Gedenktafel am Ort seiner Ermordung. Am 26. April 2023 hat die Stadt Nürnberg einen kleinen Park an der Sperberstraße zwischen Burgunden- und Huldstraße nach ihm benannt.